# Pansard
Le Pansard est un petit cours d'eau du Var, en région Provence-Alpes-Côte d'Azur, affluent de rive droite du Maravenne, fleuve côtier  Presque tout son cours est situé sur la commune de La Londe-les-Maures.

## Géographie
C’est le principal affluent du Maravenne avec lequel il conflue  à proximité du hameau Les Bormettes. De 14 km de longueur, ll prend sa source dans la Forêt Domaniale des Maures (Canton des Vanades), à la limite de Pierrefeu-du-Var, à la source des Bastides au sud de la baisse des Châtaigniers (318 m), et à 169 m d'altitude.
Il est rapidement rejoint par le ruisseau de la Maure, en rive gauche puis, conjointement, par les ruisseaux de l’Argentière (2,5 km) et de  Castelas (3,9 km), en rive droite. De nombreux rus s’y déversent avant son confluent avec le Maravenne, à peu de distance de la mer, à 1 km d'altitude.

### Communes traversées
Dans le seul département du Var, le Pansard traverse deux communes et deux cantons :
- dans le sens amont vers aval : Pierrefeu-du-Var (source), La Londe-les-Maures (confluence).

Soit en termes de cantons, le Pansard prend source dans le canton de Cuers et conflue dans le canton de La Crau, le tout dans l'arrondissement de Toulon.

## Affluents
Le Pansard a deux affluents référencés :
- Le Ruisseau de la Maure (rg) 6,9 km sur les deux communes de La Londe-les-Maures et Collobrières avec un affluent :
  - le Ruisseau de la Rieille (rd) 1,1 km sur la seule commune de Collobrières.
- Le Ruisseau du Castelas (rd) 3,9 km sur les deux communes de La Londe-les-Maures et Pierrefeu-du-Var avec un affluent :
  - Le Ruisseau de l'Argentière (rd) 2,5 km sur les deux communes de La Londe-les-Maures et Pierrefeu-du-Var.

## Un parcours très divers
Il traverse successivement les Vanades, le Pas du Cerf (au croisement de la Vallée des Borrels), le hameau Notre-Dame des Maures, et enfin traverse la ville le La Londe-les- Maures du Nord au Sud.
Le Pansard et le Maravenne constituent un réseau d’oueds aux cours irréguliers et imprévisibles. Ils sont bordés d’une ripisylve, faune et flore, aussi abondante que fragile.

## Mines
Vers 1875, Victor Roux redécouvre et développe à l'Argentière un filon de plomb et de zinc peut-être exploité dès l'Antiquité et sûrement au Moyen Âge. En 1881, il fonde la Société des Mines des Bormettes et l'exploitation des mines démarre dès 1885, créant de nombreux emplois.

## Aménagements
La commune le La Londe-les-Maures ne compte pas sur le Maravenne ni sur le Pansard pour son alimentation en eau mais plutôt sur le SIAEE ou Syndicat d'Alimentation en Eaux de l'Est de Toulon, et du canal de Provence en haute saison. Une STEP ou station de traitement des eaux usées est en fonction aux Bormettes de 36 000 Equivalents habitants. Une deuxième STEP sur Valcros est en fonction pour 6 000 Equivalents habitants. L'assaisinement pluvial a nécessité l'aménagement de risbermes et de bassin d'orages car le Maravenne et le Pansard fonctionnent comme des oueds.